# Het is oorlog geweest
Het is oorlog geweest (Engels: After the War) is een jeugdboek, geschreven door de Canadese schrijfster Carol Matas in 1998. De Nederlandstalige versie wordt uitgegeven door Callenbach, is vertaald door Bart van der Griendt en telt 116 pagina's. Het boek won de "Jewish Book Prize".

## Samenvatting
Het verhaal speelt zich af in Polen, net na de Tweede Wereldoorlog.
Het hoofdpersonage is een joods 15-jarig meisje, genaamd Ruth Mendenberg. Ze zat vast in het concentratiekamp Buchenwald, verloor al haar familie in de oorlog en keert eenzaam terug naar haar geboortedorp, naar het huis van haar oom. Daar heeft het dienstmeisje echter het huis in bezit genomen en zij jaagt Ruth weg.
Wanneer Ruth naar het gemeentehuis gaat om te informeren naar haar familie, komt ze Saul tegen. Die vraagt of ze meegaat naar Palestina, "het beloofde land", samen met een groep andere joden. Ze stemt niet in maar gaat wel met hem mee naar het huis waar de groep woont.
Maar er breekt onrust uit en er worden joden vermoord, waardoor Polen onveilig is. Ze beslist toch mee te gaan met Saul als groepsverantwoordelijke en krijgt vijf kinderen onder haar toezicht.
Na een lange, vermoeiende reis vol gevaren, varen ze via Italië naar Palestina. Daar komt ze onverwachts haar oudere broer Simon tegen, waarop ze beiden schreeuwen van geluk. De boot zit vol illegale vluchtelingen en wordt achtervolgd  door de Britten, die niet nog meer joden in Palestina willen. Wanneer de boot de kust bereikt, worden duizenden joden gearresteerd, onder wie Ruth en een groot deel van haar groep. Simon wordt echter niet meegenomen en kan ongemerkt vluchten.
In het kamp waar ze naar toegestuurd zijn moeten ze een tijdlang wachten. Dan vernemen Ruth, haar liefje Zvi, Nate en Rivka dat Simons vrienden een gat in de omheining rondom het vluchtelingenkamp hebben gemaakt, zodat ze ongezien kunnen ontsnappen.
Wanneer de waakhonden doorhebben dat er iets op til is, offert Nate zich op en blijft hij vrijwillig achter om de bewakers via een leugen te misleiden.
De ontsnappingspoging lukt en Ruth is weer herenigd met Simon.